# Amadeo Roldán
Amadeo Roldán (ur. 12 lipca 1900 w Paryżu, zm. 2 marca 1939 w Hawanie) – kubański kompozytor, dyrygent i skrzypek.

## Życiorys
W latach 1908–1916 uczył się gry na skrzypcach w konserwatorium w Madrycie u Antonio Fernándeza Bordasa. Od 1913 roku studiował także harmonię i kompozycję u Conrado del Campo. W 1917 roku zdobył nagrodę skrzypcową im. Pablo Sarasate i rozpoczął działalność koncertową. W 1919 roku osiadł na Kubie. Od 1924 roku pełnił funkcję koncertmistrza, a w latach 1932–1939 dyrygenta Orquesta Filarmónica w Hawanie. Organizował koncerty muzyki współczesnej, w 1927 roku założył Quarteto de La Habana. Od 1935 roku wykładał kompozycję w konserwatorium w Hawanie.
Zmarł na raka skóry.

## Twórczość
Należał do generacji artystów dążących do odnowienia życia kulturalnego na Kubie, reprezentujących ideały nowej sztuki. W swojej twórczości łączył wpływy muzyki francuskiej i muzyki Igora Strawinskiego. Wprowadzał elementy muzyki afro-kubańskiej, przejawiające się zwłaszcza w szerokim wykorzystaniu instrumentów perkusyjnych.

## Wybrane kompozycje
(na podstawie materiałów źródłowych)

### Utwory orkiestrowe
- Obertura sobre témas cubanos (1925)
- 3 pequeñas poemas (1926)
- El Milagro de Anaquille (1929)
- 3 Toques na orkiestrę kameralną (1931)

### Utwory kameralne
- A chango na 4 lutnie, także wersja na fortepian i smyczki (1928)
- Ritmicas I–IV na fortepian i kwintet dęty (1929)
- Ritmicas V–VI na zespół kubańskich instrumentów perkusyjnych (1930)
- Poema negro na kwartet smyczkowy (1930)

### Utwory wokalno-instrumentalne
- Danza negra na głos i 7 instrumentów (1929)
- Motivos de son na głos i 9 instrumentów (1930)
- Curujey na chór, 2 fortepiany i 2 perkusje (1931)

### Balet
- La Rebambaramba (wyst. Hawana 1928)
- El milagro de Anaquillé (wyst. Hawana 1929)